# Южин (Мазовецьке воєводство)
Южин (пол. Jurzyn) — село в Польщі, у гміні Нове Място Плонського повіту Мазовецького воєводства. Населення — 71 особа (2011).
У 1975—1998 роках село належало до Цехановського воєводства.

## Демографія
Демографічна структура станом на 31 березня 2011 року:
|          | Загалом | Допрацездатний вік | Працездатний вік | Постпрацездатний вік |
| -------- | ------- | ------------------ | ---------------- | -------------------- |
| Чоловіки | 41      | 11                 | 22               | 8                    |
| Жінки    | 30      | 6                  | 15               | 9                    |
| Разом    | 71      | 17                 | 37               | 17                   |